# 韓城攻略
《韓城攻略》是一部於2005年上映的香港電影，由馬楚成擔任執導，以及由梁朝偉、任賢齊和舒淇擔任領銜主演；此電影在香港和韓國取景拍攝。
此電影繼《東京攻略》之後，馬楚成和梁朝偉為第二次合作。

## 故事大綱
古巴有人製作了號稱「復仇者」的美元偽鈔電板，而該電板印製出的假美元鈔票，連美國中央情報局專家也難以分辨。因而美國政府在全球懸紅三千萬美元追查電板。隸屬日本國防部特工的林貴仁（梁朝偉飾），正在香港度假，得知電板流落香港，決定深入虎穴偷取。林貴仁拿到電板往美國駐香港領事館領賞，由職員李傲文（任賢齊飾）接見。李傲文以紅酒招待林貴仁，林貴仁不以為意，突然醉酒昏倒。醒後才獲悉李傲文偷取了電板並失了踪。
林貴仁從香港警方查證中得知李傲文身在韓國，決定趕到當地，豈料被李傲文施計逃去。
原來李傲文是奉美國政府指示，帶電板與韓國偽鈔集團頭目「北極熊」交易，圖藉機一網成擒。首次會面卻只見北極熊手下「黑熊」（金秀憲 飾）及其翻譯員金智英（焯勻飾）接洽。李傲文見有可疑，藉口稱有不少中東買家有興趣購買電板，並抬高一倍價錢。黑熊未能決定。
第二次會面，黑熊指老闆北極熊同意價錢，但李傲文卻再進一步，要求與北極熊合作，一起印假鈔賺錢。黑熊威嚇，李傲文強調只願與北極熊商談。黑熊率眾圍攻李傲文。危急之時，李傲文及時遇到韓國警方，頓時狐疑。
林貴仁之後成功尋獲李傲文。原來李傲文的任務一早被林貴仁知悉。林貴仁還稱韓國警方已著他聯手捉拿偽鈔集團，並叫李傲文與他合作。林貴仁與李傲文等一同帶電版到達交易地點，惟在與黑熊達成協議時，偽鈔集團真正首領現身，而且不是北極熊本人......

## 演員
| 演員           | 角色             |
| 梁朝偉         | 林貴仁           |
| 任賢齊         | 李傲文（Owen）   |
| 舒 淇          | 姬姬（JJ）       |
| 崔汝珍         | 崔純兒（女助手） |
| 金秀憲         | 黑熊             |
| 鄭鎮           | 全正仁           |
| 焯勻（田朴珺） | 金智英           |
| 瀨戶早妃       | 沙雅（女助手）   |
| 趙漢娜         | 李允美（女助手） |
| 曹秀鉉         | 文智喜（女助手） |
| 李知炯         | 警官             |

## 各地電影分級制度
| 國家／地區 | 級別 |
| ---------- | ---- |
| 香港       | IIB  |
| 台灣       | 護   |

## 外部連結
- Yahoo奇摩電影上《韓城攻略》的資料（繁體中文）
- 開眼電影網上《韓城攻略》的資料（繁體中文）
- 豆瓣电影上《韓城攻略》的資料 （简体中文）
- 时光网上《韓城攻略》的資料（简体中文）
- AllMovie上《韓城攻略》的资料（英文）
- 爛番茄上《韓城攻略》的資料（英文）
- 香港影庫上《韓城攻略》的資料（繁體中文）
- 互联网电影数据库（IMDb）上《韓城攻略》的资料（英文）